# Masă solară
Masa solară sau masa Soarelui este mărime fizică, în același timp constantă astronomică și unitate de masă a Sistemului astronomic de unități al Uniunii Astronomice Internaționale. Masa solară este utilizată în astronomie și astrofizică pentru a compara masele stelelor și ale altor obiecte astronomice mari (de exemplu galaxii).
Ea este egală cu masa Soarelui și este de 332.946 de ori masa Pământului. Simbolul uzual și valoarea ei sunt:
{\displaystyle M_{\bigodot }=1,989\times 10^{30}{\hbox{ kg}}}

## Notații
Masa solară este în mod curent notată {\displaystyle M_{\odot }}, notație compusă din litera M majusculă a alfabetului latin, inițială a cuvântului din engleză mass (masă), urmată, ca indice, de ☉, simbol astronomic al Soarelui.
Uneori este notată {\displaystyle M_{S}}, iar alteori {\displaystyle S}, îndeosebi în tabelul constantelor astronomice din The Astronomical Almanac.

## Definiție
Unitatea astronomică fiind definită în raport cu constanta gravitațională a Soarelui, Masa solară poate fi determinată pornind de la Unitatea astronomică ({\displaystyle {UA}\ }), a anului și constanta gravitațională ({\displaystyle {G}\ }):
{\displaystyle M_{\odot }={\frac {4\pi ^{2}\times (1{\rm {UA}})^{3}}{G\times (1{\rm {an}})^{2}}}}.

## Masa solară și alte obiecte astronomice
O masă solară este egală cu:
- 27.068.510 Mase lunare (ML)
- 332.946 Mase terestre (ME)
- 1.047,56 Mase joviane (MJ)

În ianuarie 2004, Stephen Eikenberry
de la Universitatea din California, a anunțat descoperirea celei mai masive stele observate până acum: LBV 1806-20. Este vorba de o stea tânără care are mai mult de 150 mase solare.

## Valoare
Valoarea recomandată a Masei solare, bazată pe cele mai bune estimări, este publicată în fiecare an în The Astronomical Almanac.
În ediția din 2016, valoarea recomandată a Masei solare este:
{\displaystyle M_{\odot }=1{,}988\;4\times 10^{30}\;(\pm \;2\times 10^{26})\;{\rm {kg}}}.
Ea este identică începând cu 2011, dată la care eroarea {\displaystyle \pm \;2\times 10^{26}\;{\rm {kg}}} a fost introdusă.
Valoarea de {\displaystyle 1{,}988\;4\times 10^{30}\;{\rm {kg}}} este cea propusă de E. M. Standish în 1998.
Masa solară este de 332.946 de mase terestre.